# Yamazaki Tetsuya
Tetsuya Yamazaki (sinh ngày 25 tháng 7 năm 1978) là một cầu thủ bóng đá người Nhật Bản.

## Sự nghiệp câu lạc bộ
Tetsuya Yamazaki đã từng chơi cho Montedio Yamagata, Oita Trinita và Cerezo Osaka.